# Watichelus edentatus
Watichelus edentatus är en mångfotingart som beskrevs av Loomis 1949. Watichelus edentatus ingår i släktet Watichelus och familjen Atopetholidae. Inga underarter finns listade i Catalogue of Life.